# Roy Hodgson
Roy Hodgson (sinh ngày 9 tháng 8 năm 1947) là một cựu cầu thủ bóng đá, và hiện là huấn luyện viên người Anh.
Hodgson được biết tới nhiều nhất với thành tích đưa Đội tuyển Thụy Sĩ vào tới vòng 16 đội ở World Cup 1994 và ở vòng loại Euro 1996; Thuỵ Sĩ không được tham dự giải đấu chính thức nào từ năm 1960. Ông cũng từng dẫn dắt nhiều đội bóng đáng chú ý, bao gồm Malmö FF, Inter Milan, Blackburn Rovers, Udinese, và gần đây nhất là Fulham, đội bóng và ông đã đưa từ một đội cạnh tranh cho vị trí trụ hạng trở thành đội bóng vào tới chung kết Europa League trong 3 năm. Ông nhận chức huấn luyện viên trưởng Liverpool vào ngày 1 tháng 7 năm 2010. Nhưng chỉ trong 6 tháng ngắn ngủi dẫn dắt The Kop, ông đã phải ra đi và cập bến West Bromwich Albion vào tháng 2/2011. Ngày 1.5.2012, FA chính thức bổ nhiệm Roy Hodgson là huần luyện viên trưởng đội tuyển Anh nhằm đưa đội tuyển này tìm lại anh hào quang ở Euro 2012.
Hodgson đã nhiều lần là thành viên của ban nghiên cứu kĩ thuật của UEFA ở Giải vô địch bóng đá châu Âu, và ông cũng là thành viên ban nghiên cứu kĩ thuật của FIFA ở World Cup 2006. Hodgson cũng là bình luận viên trên truyền hình của nhiều quốc gia ông từng huấn luyện và có thể nói 5 ngôn ngữ.

## Tuổi thơ và sự nghiệp thi đấu
Hodgson ra đời ở Croydon và học ở trường John Ruskin Grammar. Ông là một cầu thủ tầm cỡ trung bình khi chơi ở Crystal Palace nhưng không bao giờ có cơ hội chơi cho đội một. Điều này khiến những năm sau đó ông chỉ chơi cho những đội bóng không thuộc giải đấu như Tonbridge, Gravesend & Northfleet, Maidstone United, nơi ông cũng là trợ lý huấn luyện viên, và Carshalton Athletic.

## Sự nghiệp huấn luyện

### Giai đoạn đầu
Hodgson bắt đầu sự nghiệp huấn luyện vào năm 1976 ở giải vô địch quốc gia Thuỵ Điển Halmstad BK. Hodgson có 5 mùa giải ở Halmstad BK, vô địch quốc gia các năm 1976 và 1979. Thành công của ông cùng Halmstad vào năm 1976 được coi là một trong những bất ngờ lớn nhất mọi thời đại của bóng đá Thuỵ Điển. Năm trước đó, Halmstad phải chiến đấu chống xuống hạng và trước khi mùa giải 1976 khởi tranh, họ là một trong số những ứng viên cho vị trí xuống hạng. Hodgson tự nói "chiến tích lớn nhất của tôi khi làm việc ở Halmstads BK là biến nước lã thành rượu." Vào giai đoạn đầu của sự nghiệp, ông được phong là người đàn ông tốt bụng nhất thế giới.
Vào năm 1980, ông chuyển tới huấn luyện Bristol City ở Anh, nơi ông là trợ lý huấn luyện viên và sau đó là huấn luyện viên trưởng. Do vấn đề về tài chính của đội bóng nên ông sau đó không thành công. Vào năm 1983, Hodgson quay lại Thuỵ Điển dẫn dắt Örebro SK. Vào năm 1985, ông nhận việc ở Malmö FF, đội bóng ông đưa tới 5 chức vô địch quốc gia liên tiếp, hai chức vô địch Thuỵ Điển (vào thời kì giải vô địch quốc gia Thuỵ Điển còn phải thi đấu play-offs) và hai chức vô địch quốc gia. Nhờ vào những thành công ở Malmo, Hodgson vẫn được các fan Thuỵ Điển mến mộ và họ có một tên không chính thức cho một khu vực của ngân hàng Swedbank Stadion được đặt tên là "Roy's Hörna" (góc của Roy). Chiến tích lớn nhất của ông ở Malmo là việc đánh bại Inter Milan ở cúp C1, thắng 1-0 ở sân nhà và hoà 1-1 ở San Siro.
Malmo đề nghị Hodgson một bản hợp đồng trọn đời, nhưng ông từ chối, sau đó ông nói rằng "thật thú vị khi được chuyển đến một nơi khác". Quyết định này còn liên quan đến vấn đề tài chính. Thuế của Thuỵ Điển quá cao đến nỗi nếu bạn trả một số tiền hợp lý, sau khi mất 65% thuế sẽ chẳng còn lại bao nhiêu. Hodgson chuyển tới đội bóng Thuỵ Sĩ Neuchâtel Xamax vào năm 1990. Ông Xamax tới những chiến tích ở châu Âu là thắng trước Celtic và Real Madrid.
Giai đoạn đầu của sự nghiệp huấn luyện ông còn có quan hệ mật thiết với Bob Houghton; họ cùng làm việc ở Maidstone, Stranraer và Bristol City, và sau đó cùng làm việc ở Thuỵ Điển vào cùng một thời gian. Bộ đôi này được đánh giá là đã góp công làm thay đổi bộ mặt bóng đá Thuỵ Điển, đưa vào chiến thuật kèm người khu vực lần đầu tiên.

### Thuỵ Sĩ
Hodgson nhận chức huấn luyện viên đội tuyển Thuỵ Sĩ từ tay Uli Stielike vào ngày 26 tháng 1 năm 1992. Stielike là huấn luyện viên đầu tiên của Thuỵ Sĩ lập được kỉ lục, thắng 13 trong tổng số 25 trận ông nắm quyền. Khi Hodgson thay thế Stielike ở cấp độ đội tuyển, Stielike thay thế Hodgson làm công việc trước đó là huấn luyện Neuchâtel Xamax.
Hodgson dẫn dắt Schweizer Nati ở World Cup 1994, thua đúng 1 trận ở vòng loại, ở một bảng đấu có cả đội tuyển bóng đá quốc gia Ý và Bồ Đào Nha. Thuỵ Sĩ có 4 điểm nhiều hơn Ý, huấn luyện bởi cựu huấn luyện viên nổi tiếng Arrigo Sacchi, người đã đưa đội tuyển tới trận chung kết World Cup và chỉ chịu thua trên loạt luân lưu. Trong trận đấu ở Ý, Thuỵ Sĩ đã dẫn trước tới 2-0 trước khi bị gỡ 2-2. Đây là lần đầu Thuỵ Sĩ tham dự World Cup kể từ năm 1966. Ở World Cup 1994, Thuỵ Sĩ đứng thứ hai ở bảng đấu của họ, được vào vòng 16 đội trước khi để thua đội tuyển bóng đá quốc gia Tây Ban Nha.
Thuỵ Sĩ sau đó dễ dàng lọt vào Euro 1996. Hodgson rời đội tuyển ngay lập tức sau khi đội tuyển vào vòng chung kết Euro 1996, vào ngày 15 tháng 11 năm 1995 để huấn luyện đội bóng thuộc Serie A Inter Milan. Thực ra ông làm cả hai việc từ tháng 10 năm đó. Không có Hodgson, Thuỵ Sĩ có một quãng thời gian khó khăn ở Euro 1996 khi thua trước đội tuyển bóng đá quốc gia Hà Lan và đội tuyển bóng đá quốc gia Scotland.
Trong quãng thời gian ông huấn luyện đội tuyển Thuỵ Sĩ, họ là đội bóng xuất sắc thứ ba trên thế giới, theo bảng xếp hạng các đội tuyển của FIFA.

### Inter Milan
Trước giải vô địch bóng đá châu Âu, Hodgson gia nhập đội bóng Ý Internazionale, nơi ông làm việc từ năm 1995 tới 1997. Ông được bổ nhiệm nhằm xây dựng lại đội bóng. Inter đã về đích ở vị trí thứ 13 và 6 trong các mùa giải trước khi ông tới. Sau một sự khởi đầu tồi tệ, Hodgson được bổ nhiệm và đưa đội bóng về đích ở vị trí thứ 7 ở mùa giải 1995-96, được tham dự vòng loại cúp UEFA. Mùa giải 1996-97 chứng kiến Inter về đích ở vị trí thứ 3 và vào tới chung kết cúp UEFA 1997, thua trên chấm penalty sau hai lượt trận trước FC Schalke 04. Hodgson phát biểu trong quãng thời gian ở Itner, "chúng tôi thiếu ngôi sao, trừ Paul Ince. Đó không phải là Inter chúng ta thấy ngày nay. Kĩ thuật của họ không phải là tốt nhất nhưng về thể lực họ như những cỗ máy. Premier League bây giờ giống như vậy." Đội bóng do Hodgson gây dựng sau đó đã vô địch cúp UEFA vào năm 1998 và về nhì ở Serie A dưới sự dẫn dắt của người kế nhiệm Luigi Simoni.

### Blackburn Rovers
Ở giai đoạn cuối mùa giải 1997, Hodgson được bổ nhiệm làm huấn luyện viên trưởng Blackburn Rovers. Rovers về đích ở vị trí thứ 13 mùa giải trước đó - chỉ 2 mùa giải sau khi họ vô địch - và nằm trong nhóm có khả năng xuống hạng. Huấn luyện viên Ray Harford đã rời đi vào ngày 25 tháng 10 năm 1996 với không một trận thắng, đứng ở giữa bảng xếp hạng và mới bị đá văng khỏi Cúp Liên đoàn bóng đá Anh bởi đội bóng thuộc giải hạng hai Stockport County. Huấn luyện viên Tony Parkes được đưa lên nắm ngoài cho phần còn lại của mùa giải và đã có những sự tiến bộ về phong độ ở giải vô địch quốc gia để tránh xuống hạng, nhưng chắc chắn rằng huấn luyện viên Walker muốn một người có nhiều kinh nghiệm hơn để xây dựng đội bóng có lại được phong độ như vài mùa giải trước đó (mùa giải mà Blackburn đã vô địch), và Hodgson đã chấp nhận lời đề nghị.
Mùa giải 1997-98, mùa giải đầu tiên ông nắm quyền, Blackburn về đích ở vị trí thứ 6, được tham dự vòng loại cúp UEFA và trở thành một trong những thế lực. Tuy nhiên, mùa giải thứ hai của Hodgson cùng Blackburn trở nên thảm khốc, về danh tiếng của cả đội bóng và ông trong làng bóng đá Anh. Hodgson chi 20 triệu bảng mùa hè 1998 để tăng cường sức mạnh của Rovers. Một loạt những cầu thủ rẻ được mua về - đáng chú ý nhất là bản hợp đồng với giá trị 7,5 triệu bảng của Kevin Davies - người đi đôi với chấn thương và sự lục đục trong phòng thay đồ đã dẫn tới sự khởi đầu tồi tệ của mùa giải. Ông bị sa thải vào tháng 12 năm 1998 khi Rovers chỉ ở giữa bảng xếp hạng. Trận đấu cuối cùng của ông là trận thua trước Southampton.

### Trở lại Inter, Grasshopper
Vào năm 1999, ông có một quãng thời gian thứ hai khi là huấn luyện viên tạm quyền của Inter trước khi trở lại Thuỵ Sĩ để huấn luyện Grasshopper Club Zürich trong 1 mùa giải. Vào năm 2000, Hodgson là một trong 3 ứng cử viên cho chiếc ghế huấn luyện viên đội tuyển bóng đá quốc gia Anh. Tuy nhiên, thất bại của ông cùng Blackburn đã ảnh hưởng lớn tới uy tín của ông ở Anh và đã có những làn sóng phản đối ông và công việc cuối cùng được giao cho Sven-Göran Eriksson.

### Copenhagen, Udinese
Hodgson tới Đan Mạch và trở thành huấn luyện viên của FC Copenhagen. Hodgson lập tức có được những thành công, đưa đội bóng về đích ở vị trí thứ 7 và 8 trong 2 mùa giải trước đó vô địch giải vô địch quốc gia mùa giải 2000-01. Vào năm 2001, ông rời Copenhagen để sang Ý huấn luyện Udinese. Mặc dù có sự khởi đầu thành công, ông bị sa thải sau chỉ 6 tháng.

### UAE
Hodgson nhận chức huấn luyện viên đội tuyển bóng đá quốc gia UAE vào tháng 4 năm 2002, huấn luyện đội chính và đội Olympic. Ông bị sa thải vào tháng 1 năm 2004 sau thành tích đáng thất vọng vì chỉ về đích ở vị trí thứ 5 ở giải Gulf Cup. Phát biểu về thời gian là huấn luyện viên đội tuyển UAE, Hodgson nói: "Đó là một quãng thời gian mà tôi không biết sự nghiệp của mình sẽ đi tới đâu. Nhưng trải nghiệm này thôi thúc bạn và thật tốt khi được biết rằng tôi có thể truyền đạt những thông điệp của tôi tới các cầu thủ những người nói rằng không có khả năng huấn luyện. Đó là một công việc khó khăn; về cơ bản họ lười. Nhưng tôi đã bắt họ phải luyện tập và gây sức ép về đối thủ như một đội bóng Anh. Phần lớn các huấn luyện viên tới đó đều là những người không giỏi, nhưng đó không phải là bản năng của tôi,"

### Viking
Vào tháng 5 năm 2004, ông chuyển tới đội bóng Na Uy Viking F.K.. Đội bóng nằm trong nhóm xuống hạng trước khi Hodgson tới, nhưng về đích ở vị trí thứ 9 dưới sự dẫn dắt của Hodgson trong mùa giải đầu tiên chơi ở sân vận động mới, Viking Stadion, được tham dự vòng loại Cúp UEFA. Sau một quãng thời gian ở nhóm đầu bảng xếp hạng, Viking về đích ở vị trí thứ 5 ở mùa giải 2005. 2005 cũng là một năm tốt với Hodgson và Viking ở cúp UEFA, với chiến thắng trước AS Monaco và Austria Wien. Vào ngày 15 tháng 8 năm 2005, ông chấp nhận lời đề nghị làm huấn luyện viên đội tuyển bóng đá quốc gia Phần Lan để chuẩn bị cho vòng loại Euro 2008.

### Phần Lan
Hodgson thất bại trong việc giúp đội tuyển bóng đá quốc gia Phần Lan lọt vào vòng chung kết Euro 2008 (Phần Lan giành được 24 điểm và đúng ở vị trí thứ 4). Phần Lan của Hodgson có khả năng tổ chức phòng thủ tốt nhưng bị chỉ trích vì tấn công không hiệu quả. Phần Lan có tới 5 trận có kết quả 0-0 trong 14 trận ở vòng loại. Tuy nhiên, Phần Lan vẫn có cơ hội vào vòng chung kết trong trận đấu cuối cùng của họ. Hợp đồng của Hodgson có thời hạn tới tháng 11, và mặc dù Liên đoàn bóng đá Phần Lan đã cố gắng thuyết phục ông gia hạn hợp đồng, Hodgson vẫn quyết định chuyển đi. Trước khi huấn luyện Inter, Hodgson từng được mời làm huấn luyện viên đội tuyển bóng đá quốc gia Ireland. Ông cũng là ứng cử viên thay thế Steve McClaren ở vị trí huấn luyện viên trưởng đội tuyển bóng đá quốc gia Anh, ông được mời vào công việc này sau sự ra đi của Glenn Hoddle và Kevin Keegan và lập kỉ lục về huấn luyện đội tuyển quốc gia.

### Fulham
Vào ngày 28 tháng 12 năm 2007, với một sự bổ nhiệm bất ngờ, Hodgson đồng ý làm huấn luyện viên Fulham, và hợp đồng bắt đầu có hiệu lực từ ngày 30 tháng 12 năm 2007. Ông có sự khởi đầu rất yếu kém cùng đội bóng, bao gồm cả việc bị loại khỏi cúp FA trên chấm luân lưu sau 2 trận hoà trước đội bóng hạng hai Bristol Rovers. Nhắm tới vị trí không bị xuống hạng, Fulham chỉ có 9 điểm trong 13 trận đầu tiên của Hodgson. Tuy nhiên, việc giành được 12 điểm trong 5 trận cuối cùng của mùa giải, bao gồm cả trận thắng 3-2 trước Manchester City khi đội bóng bị dẫn 2-0 sau chỉ 20 phút, giúp đội bóng trụ hạng trong ngày cuối cùng của mùa giải.

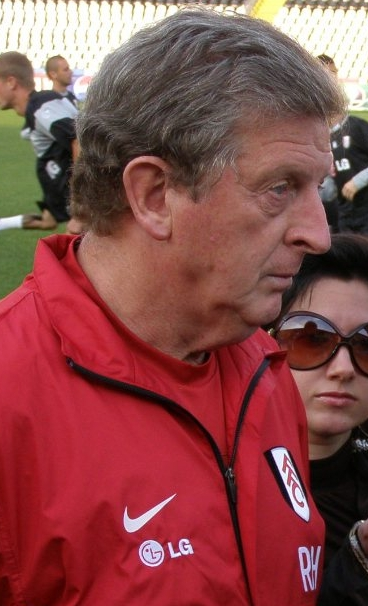
Hodgson khi còn huấn luyện Fulham

Ở mùa giải 2008-09, Hodgson đưa Fulham tới những thành công không tưởng. Ông dẫn dắt đội bóng đạt vị trí thứ 7 ở Premier League, vị trí cao nhất đội bóng từng giành được, và được tham dự vòng loại UEFA Europa League. Có rất nhiều tin đồn rằng Hodgson sẽ giành giải Huấn luyện viên xuất sắc nhất năm của Premier League và có được nhiều thành công sau khi chiêu mộ Mark Schwarzer, Andy Johnson và Brede Hangeland cùng việc phục hồi lại phong độ của Bobby Zamora. Quãng thời gian của Hodgson ở Fulham đã phục hồi lại danh tiếng của ông ở Anh sau khi ông làm việc ở Blackburn một thập kỉ trước dó, và lại làm dấy lên những tin đồn rằng ông sẽ thay thế Fabio Capello làm huấn luyện viên trưởng đội tuyển Anh.
Ở mùa giải 2009-10, Hodgson đã có một quãng thời gian cực kì thành công ở Europa League. Chiến dịch của câu lạc bộ, bắt đầu vào tháng 7 năm 2009, tiếp tục với màn trình diễn ấn tượng ở vòng bảng, đánh bại FC Basel ở sân St. Jakob-Park trong trận đấu cuối cùng ở vòng bảng và giúp đội bóng vào vòng knockout. Ở vòng trong, Fulham phải đối đầu Shakhtar Donetsk, á quân nước Ý Juventus F.C. và nhà vô địch Đức VfL Wolfsburg. Vào ngày 29 tháng 4 năm 2010, Hodgson dẫn dắt đội bóng tiến tới trận chung kết đầu tiên trong lịch sử 130 năm của câu lạc bộ, hoà 0-0 ở sân nhà và cuối cùng thắng với tổng tỉ số 2-1 trước Hamburg SV ở bán kết Europa League.
Vào tháng 5 năm 2010, Hodgson được bầu là Huấn luyện viên xuất sắc nhất năm 2010 bởi các đồng nghiệp. Hodgson nhận giải thưởng sau một cuộc bỏ phiếu bởi các huấn luyện viên, bao gồm các huấn luyện viên của tứ đại gia nước Anh. Hai ngày sau, ông chứng kiến Fulham của mình thua 2-1 trước Atlético Madrid của Tây Ban Nha trong trận chung kết Europa League ở Hamburg.
Vào ngày 30 tháng 6, tờ Liverpool Echo cho biết Hodgson có thể sẽ là huấn luyện viên mới của Liverpool sau khi đội bóng đồng ý trả 2 triệu bảng tiền bồi thường hợp đồng cho Fulham. Lời tuyên bố được đưa ra sau nhiều tuần với những lời đồn đại sau sự ra đi của Rafael Benítez - trong quãng thời gian đó Hodgson cũng được đồn là sẽ thay thế Fabio Capello ở đội tuyển Anh.

### Liverpool
Vào ngày 1 tháng 7 năm 2010, Hodgson chính thức được bầu là huấn luyện viên trưởng của Liverpool, ký hợp đồng 3 năm. Ông thay thế Rafa Benitez làm huấn luyện viên trưởng. Vào ngày 8 tháng 7, Milan Jovanović hoàn thành bản hợp đồng chuyển nhượng được chờ đợi bấy lâu để trở thành bản hợp đồng đầu tiên của Hodgson (mặc dù vụ chuyển nhượng đã được thoả thuận thành công bởi Rafa Benitez trước khi ông rời Liverpool), theo dạng chuyển nhượng tự do. Vào ngày 19 tháng 7 năm 2010, bản hợp đồng thứ hai của Hodgson được xác nhận đó là bản hợp đồng có thời hạn 4 năm của Joe Cole cũng theo dạng chuyển nhượng tự do. Trận đấu đầu tiên Hodgson nắm quyền ở Liverpool là trận gặp đội bóng Ả Rập Xê Út Al Hilal ở Áo, nhưng do trời mưa quá to, trận đấu đã bị huỷ bỏ. Thay vào đó, trận đầu tiên của Hodgson trên cương vị mới là trận giao hữu gặp Grasshopper Club Zürich vào ngày 21 tháng 7 năm 2010, trận đấu kết thúc với tỉ số hoà 0-0. Vào ngày 29 tháng 7 năm 2010, trận đấu chính thức đầu tiên Hodgson nắm quyền đã kết thúc với chiến thắng 2-0 trên sân khách trước FK Rabotnicki ở vòng loại Europa League.

### Crystal Palace
Vào ngày 12 tháng 9 năm 2017, Hodgson được bổ nhiệm làm chủ tịch câu lạc bộ thanh thiếu niên Crystal Palace, ký hợp đồng 2 năm với câu lạc bộ Bắc Luân Đôn Ông được giao nhiệm vụ huấn luyện viên Palace đã để thua bốn trận đầu tiên của giải đấu mùa giải mà không ghi được một bàn thắng nào.

## Đời sống riêng tư
Hodgson lập gia đình với Sheila, họ có hai con trai, Christopher và Michael. Hodgson là một người có thể nói được nhiều ngôn ngữ, ông có thể nói thành thạo tiếng Na Uy, Thuỵ Điển và Ý cũng như một ít tiếng Đức, Đan Mạch, Pháp và Phần Lan.

## Thống kê sự nghiệp

### Sự nghiệp huấn luyện
Tính đến 5 tháng 8 năm 2010
| CLB                  | Quốc tịch                            | Từ ngày              | Tới ngày             | Thành tích | Thành tích | Thành tích | Thành tích | Thành tích | Nguồn  |
| CLB                  | Quốc tịch                            | Từ ngày              | Tới ngày             | Trận       | Thắng      | Hoà        | Thua       | % Thắng    | Nguồn  |
| -------------------- | ------------------------------------ | -------------------- | -------------------- | ---------- | ---------- | ---------- | ---------- | ---------- | ------ |
| Halmstad             | Thụy Điển                            | tháng 1 năm 1976     | Tháng 11 năm 1980    |            |            |            |            |            |        |
| Bristol City         | Anh                                  | 3 tháng 1 năm 1982   | 30 tháng 4 năm 1982  | 20         | 3          | 5          | 12         | 015,00     |        |
| Örebro               | Thụy Điển                            | tháng 1 năm 1983     | tháng 11 năm 1984    |            |            |            |            |            |        |
| Malmö FF             | Thụy Điển                            | tháng 1 năm 1985     | tháng 11 năm 1989    |            |            |            |            |            |        |
| Neuchâtel Xamax      | Thụy Sĩ                              | tháng 7 năm 1990     | tháng 6 năm 1992     | 72         | 29         | 27         | 16         | 040,28     |        |
| Thuỵ Sĩ              | Thụy Sĩ                              | 26 tháng 1 năm 1992  | 15 tháng 11 năm 1995 | 41         | 21         | 10         | 10         | 051,22     |        |
| Internazionale       | Ý                                    | 5 tháng 10 năm 1995  | 25 tháng 5 năm 1997  | 86         | 38         | 25         | 23         | 044,19     |        |
| Blackburn Rovers     | Anh                                  | 1 tháng 6 năm 1997   | 21 tháng 11 năm 1998 | 62         | 22         | 18         | 22         | 035,48     |        |
| Internazionale       | Ý                                    | 5 tháng 5 năm 1999   | 27 tháng 6 năm 1999  | 3          | 2          | 1          | 0          | 066,67     |        |
| Grasshopper          | Thụy Sĩ                              | tháng 7 năm 1999     | tháng 6 năm 2000     | 36         | 14         | 12         | 10         | 038,89     |        |
| Copenhagen           | Đan Mạch                             | tháng 7 năm 2000     | tháng 6 năm 2001     | 35         | 18         | 12         | 5          | 051,43     |        |
| Udinese              | Ý                                    | 21 tháng 6 năm 2001  | 10 tháng 12 năm 2001 | 17         | 7          | 5          | 5          | 041,18     |        |
| UAE                  | Các Tiểu vương quốc Ả Rập Thống nhất | 9 tháng 4 năm 2002   | 14 tháng 1 năm 2004  | 17         | 4          | 6          | 7          | 023,53     |        |
| Viking               | Na Uy                                | 11 tháng 7 năm 2004  | 20 tháng 12 năm 2005 | 38         | 16         | 10         | 12         | 042,11     |        |
| Phần Lan             | Phần Lan                             | 16 tháng 1 năm 2006  | 30 tháng 11 năm 2007 | 22         | 6          | 11         | 5          | 027,27     |        |
| Fulham               | Anh                                  | 30 tháng 12 năm 2007 | 30 tháng 6 năm 2010  | 127        | 50         | 32         | 45         | 039,37     |        |
| Liverpool            | Anh                                  | 1 tháng 7 năm 2010   | 8 tháng 1 năm 2011   | 31         | 13         | 9          | 9          | 041,94     |        |
| West Bromwich Albion | Anh                                  | 11 Tháng 2 năm 2011  | 13 tháng 5 năm 2012  | 54         | 20         | 13         | 21         | 037,04     |        |
| Anh                  | Anh                                  | 14 Tháng 5 năm 2012  | 27 tháng 6 năm 2016  | 3          | 2          | 1          | 0          | 066,67     |        |
| U-21 Anh             | Anh                                  | 13 tháng 8 năm 2013  | 13 tháng 8 năm 2013  | 1          | 1          | 0          | 0          | 100,0      | [ 35 ] |
| Crystal Palace       | Anh                                  | 13 tháng 9 năm 2017  | Nay                  | 2          | 1          | 0          | 1          | 050,0      | [ 36 ] |
| Tổng cộng            | Tổng cộng                            | Tổng cộng            | Tổng cộng            | 588        | 271        | 146        | 171        | 046,1      | —      |

## Danh hiệu

### Sự nghiệp huấn luyện viên
Halmstads
- Vô địch quốc gia Thuỵ Điển (Svenska cup): 1976, 1979
- Vô địch Allsvenskan: 1976, 1979

Malmo FF
- Vô địch Cúp liên đoàn Thuỵ Điển: 1986, 1988
- Vô địch giải quốc gia Thuỵ Điển (Swedish Champions): 1986, 1987, 1988, 1989
- Vô địch cúp thụy điện (Svenska Cupen): 1986, 1989

Inter Milan
- Á quân UEFA Cup: 1997

Grasshopper zurich
- Vô địch Cúp thụy sĩ (Swiss cup): 2000

Copenhagen
- Vô địch giải bóng đá Đan Mạch (Danish Superliga): 2001
- Vô địch Siêu cúp Đan Mạch (Super cup Danish): 2001

Fulham FC
- Á quân UEFA Europa League: 2010

### ĐT Anh
- Tứ kết Euro: 2012

### Cá nhân
- Huấn luyện viên của năm theo bình chọn của các đồng nghiệp (1): 2010